# Ija Szergejevna Szavvina
Ija Szergejevna Szavvina (oroszul: Ия Сергеевна Саввина; Voronyezs, 1936. március 2. – Moszkva, 2011. augusztus 27.) orosz szovjet színésznő.

## Pályája
A Moszkvai Állami Egyetem (MGU) újságíró szakán szerzett diplomát 1958-ban. Színművészeti főiskolát nem végzett, az egyetem műkedvelő színházának tagja volt. Ottani leghíresebb alakítását a cseh drámaíró, Pavel Kohout Ilyen nagy szerelem című darabjának női főszerepében (Lídia) nyújtotta. Az előadást Rolan Bikov rendezte, az ő segítségével indult el Szavvina a színésznői pályán.
1960-tól a moszkvai Moszszovjet Színház művésznője volt, többek között Nóra szerepét játszotta Ibsen azonos című drámájában. 1977-ben a Moszkvai Művész Színház társulatának tagja lett, itt először Gorkij Nyaralók című színművében lépett fel.
1960-ban az akkor még teljesen ismeretlen színésznőt Joszif Hejfic rendező felkérte a Csehov-novellából készítendő filmje, a A kutyás hölgy főszerepére. Első és pályájának leghíresebb filmszerepében, Alekszej Batalov partnereként Anna Szergejevna törékeny alakját bensőséges, visszafogott játékkal formálta meg. Hejfic következő Csehov-filmjében is feltűnt a kutyás hölgy szerepében (Sz. városban, 1966). Fontos feladatokat kapott más klasszikus orosz művek filmváltozatában is, köztük Dolly szerepét Lev Tolsztoj Anna Karenina című regényének filmváltozatában.
Szokatlan szerepben mutatkozott be a neves rendező, Andrej Mihalkov-Koncsalovszkij agyonhallgatott művében (Aszja Kljacsina története, aki szeretett, de nem ment férjhez, 1967). Egy semmirekellő sofőrbe szerelmes, sánta, de önérzetes nőt alakított az orosz falut a maga nyers valóságában, részben dokumentarista eszközökkel ábrázoló alkotásban. A filmet 1968-ban erősen megcsonkítva mutatták be, majd a forgalmazásból gyorsan kivonták. Az eredeti változat csak 1988-ban került a nézők elé. Két év múltán, tehát 23 évvel a forgatás után kapott Szavvina állami kitüntetést a filmben nyújtott teljesítményéért. Később a rendező felkérte őt a történet folytatásának főszerepére, de a forgatókönyvet Szavvina torzképnek tartotta és a szerepet nem vállalta. (A groteszk stílusú film, a Ragyás tyúk végül Inna Csurikova főszereplésével készült el 1994-ben.)
Más kortárs témájú filmdrámákban is jelentős szerepeket játszott. Kiemelkedik közülük Az idegen (1978, főszerep), melyben befelé forduló, okos és büszke asszonyt alakított, akit esküvőjük után férje régi barátai nem fogadnak el (számukra „idegen”), de nem akarja, hogy emiatt férje baráti kapcsolatai megszakadjanak; valamint a Magánélet (1982), egy lelki válságba került nyugdíjazott vállalatigazgató (Mihail Uljanov alakítása) felesége szerepében. Az utóbbiért állami díjat is kapott.
A Tarts még, tarts még, bűvölet! című produkció (1984, Szverdlovszki Filmstúdió) két naiv, idős ember (Szavvina filmbeli partnere Oleg Jefremov) szerelmének tragikus története, akiknek boldogságába az örökösök nem tudnak belenyugodni. A Trockij életének utolsó hónapjairól szóló, öt ország koprodukciójában három évig készült filmben (Trockij, 1993) Ija Szavvina Trockij feleségét alakította.

## Filmjei
- 1960 – A kutyás hölgy (Дама с собачкой) – (Címszerep. R. Joszif Hejfic)
- 1960 – A szelíd nő (Кроткая) – (Dosztojevszkij novellája nyomán, főszerep. R. Alekszandr Boriszov)
- 1962 – A bűnös lány (Грешница) – (R. Gavriil Jegiazarov)
- 1965 – Csengetnek, nyiss ajtót! (Звонят, откройте дверь) – (R. Alekszandr Mitta)
- 1966 – Sz. városban (В городе С. ) – (Csehov művei alapján. R. Joszif Hejfic)
- 1967 – Anna Karenina, 1–2. rész (Анна Каренина) – (Dolly szerepe Lev Tolsztoj regényének filmváltozatában. R. Alekszandr Zarhi)
- 1967 – Aszja Kljacsina története, aki szeretett, de nem ment férjhez (История Аси Клячиной, которая любила, да не вышла замуж) – (Címszerep. R. Andrej Mihalkov-Koncsalovszkij)
- 1968 – Bajtársak voltak (Служили два товарища) – (R. Jevgenyij Karelov)
- 1969 – A „Sirály” születése (Сюжет для небольшого рассказа) – (R. Szergej Jutkevics)
- 1971 – A vörös diplomata (Красный дипломат)
- 1971 – Augusztus hónapja (Месяц август)
- 1972 – Szép napocska (Красно солнышко)
- 1972 – Zsukov doktor, induljon! (Доктор Жуков, на выезд!) – (TV-játék)
- 1973 – Kalinnyikova doktornő mindennapjai (Каждый день доктора Калинниковой)
- 1973 – Felhők (Облака)
- 1973 – Kamo utolsó hőstette (Последний подвиг Камо)
- 1973 – A nyomozás irányítói (Следствие ведут Знатоки. Побег) – (35 részes tv-sorozat, krimi)
- 1974 – Szerelmesek románca (Романс о влюблённых)
- 1975 – Venyka (Венька) – охотник за шпионами
- 1975 – Egy iskolaigazgató naplója (Дневник директора школы)
- 1975 – Majakovszkij nevet (Маяковский смеётся)
- 1976 – Kérdezd magadtól (Спроси себя)
- 1977 – Gondelupi ország bélyege (Марка страны Гонделупы)
- 1977 – Az orr (Нос) – (Gogol elbeszélése alapján. R. Rolan Bikov)
- 1977 – Érzelmek zavara (Смятение чувств)
- 1978 – Az idegen (Чужая) – (Jurij Nagibin novellájából. R. Vlagyimir Sregyel)
- 1979 – Nyitott könyv (Открытая книга) – (R. Viktor Tyitov)
- 1979 – A garázs (Гараж) – (R. Eldar Rjazanov)
- 1980 – Ismerj meg engem (Узнай меня)
- 1980 – Három év (Три года) – (Tv-film Anton Csehov elbeszélése alapján. R. Dmitrij Dolinyin, Sztanyiszlav Ljubsin)
- 1981 – A mi hivatásunk (Наше призвание)
- 1982 – Hullottak a könnyek (Слёзы капали) – (R- Georgij Danyelija)
- 1982 – Magánélet (Частная жизнь) – (R. Julij Rajzman)
- 1984 – Tarts még, tarts még, bűvölet! (Продлись, продлись, очарованье) – (R. Jaropolk Lapsin)
- 1986 – Én, az erődítmény parancsnoka (Я – вожатый форпоста) – (R. Gennagyij Poloka)
- 1987 – Így emlékezzetek rám (Запомните меня такой) – (R. Pavel Csuhraj)
- 1991 – Téma két elbeszéléshez (Сюжет для двух рассказов) – (Tv-film Csehov két novellája alapján)
- 1993 – Trockij (Троцкий) – (R. Leonyid Marjagin)
- 1998 – Csehov novellái (Чехов и Ко) – (Csehov 30 novellájának feldolgozása 30 filmetűdben, 10 részben. A Moszkvai Művész Színház színészeinek közreműködésével a színház 100. évfordulójára készült)
- 2000 – Két barát (Два товарища)
- 2004 – Hely a nap alatt (Место под солнцем)
- 2007 – A csöndet hallgatva (Слушая тишину)